# La Pedriza

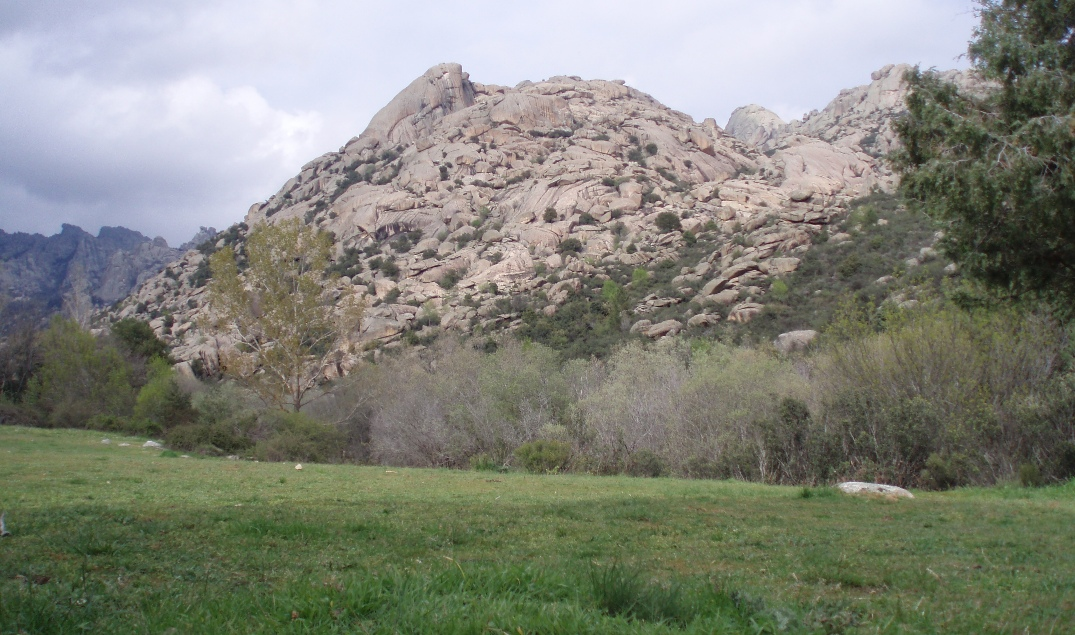
La Pedriza Anteriore vista dalla riva del fiume Manzanarre. Nella parte centrale dell'immagine si osserva il risco del Yelmo, uno dei più importanti della Pedriza.

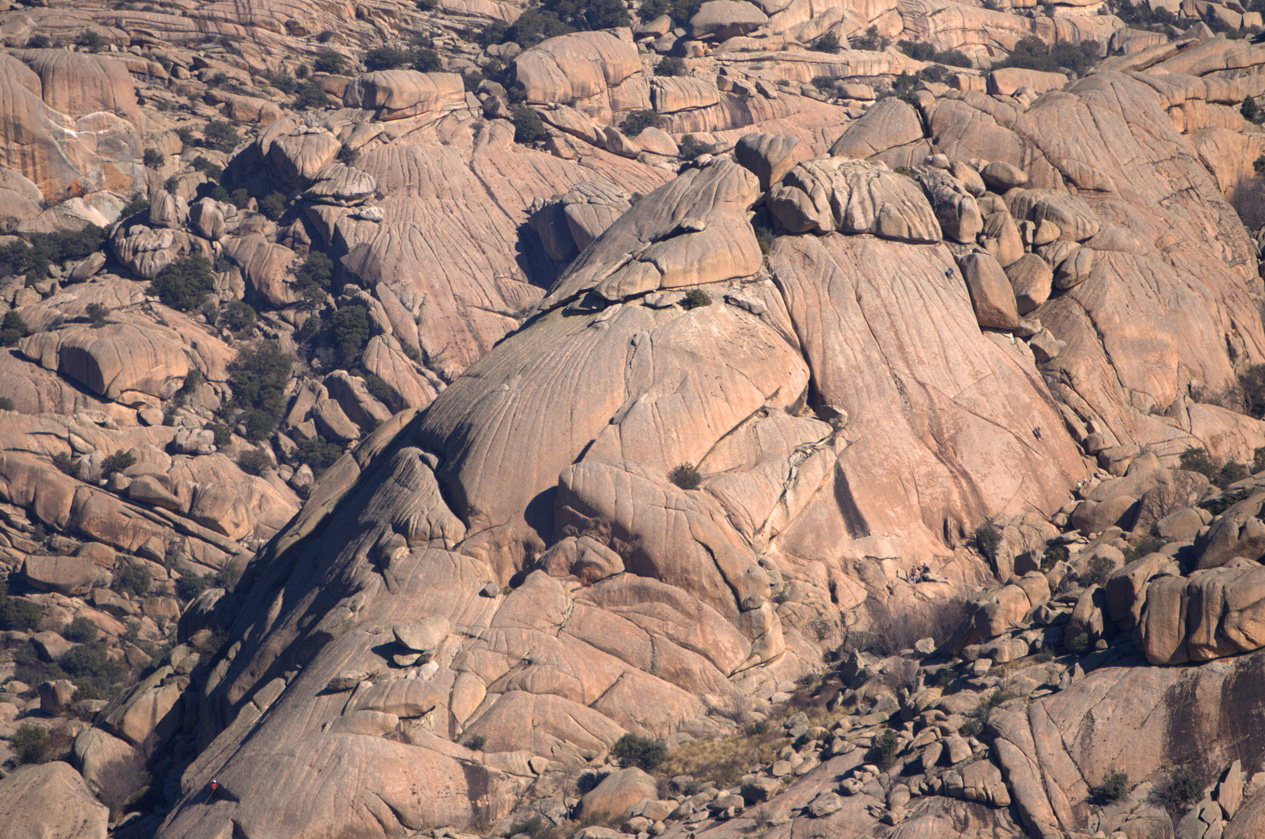
Esempio di formazioni rocciose a La Pedriza.

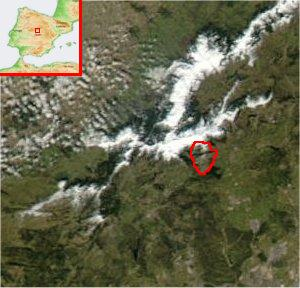
Posizione della Pedriza nella Sierra de Guadarrama (Spagna centrale).

La Pedriza è una zona di grande interesse geologico, paesaggistico e sportivo situata sul versante sud della Sierra de Guadarrama a cui si accede da Manzanares el Real, un comune situato nel nordovest della Comunità di Madrid (Spagna). Questo ghiaione a grossi blocchi è il maggiore complesso granitico d'Europa e in esso si trovano numerose rupi, pareti rocciose, ruscelli e prati.
Le azioni meccaniche che hanno subito queste rocce per milioni di anni hanno modellato forme molto curiose e attraenti, soprattutto per gli scalatori, che dispongono di quasi mille vie di arrampicata di varia difficoltà. L'escursionismo è un altro sport molto praticato nella Pedriza. Questo è provato dalla massiccia affluenza di gente in molti fine settimana.
I 3.200 ettari di superficie della Pedriza sono compresi nel Parco regionale dell'alto bacino del Manzanarre, lo spazio protetto più grande della Comunità di Madrid. In questa zona abbondano gli arbusti mediterranei come il cisto e altri propri dell'alta montagna, come il citiso. Anche la fauna è abbondante, specialmente in uccelli rapaci e rettili.

## Etimologia
L'aggettivo "Pedriza" si riferisce ad una zona pietrosa. La parola deriva dal termine piedra (pietra), che deriva dalla parola latina petra. Questa zona ha preso questo nome perché vi abbondano e si concentrano le formazioni rocciose tipiche. La Pedriza è conosciuta anche come "La Pedriza del Manzanares" poiché il fiume Manzanarre ne segna il confine. Fino all'incirca al XX secolo, la zona era conosciuta dai pastori e dai transumanti come "Las Pedrizas".

## Rilievo

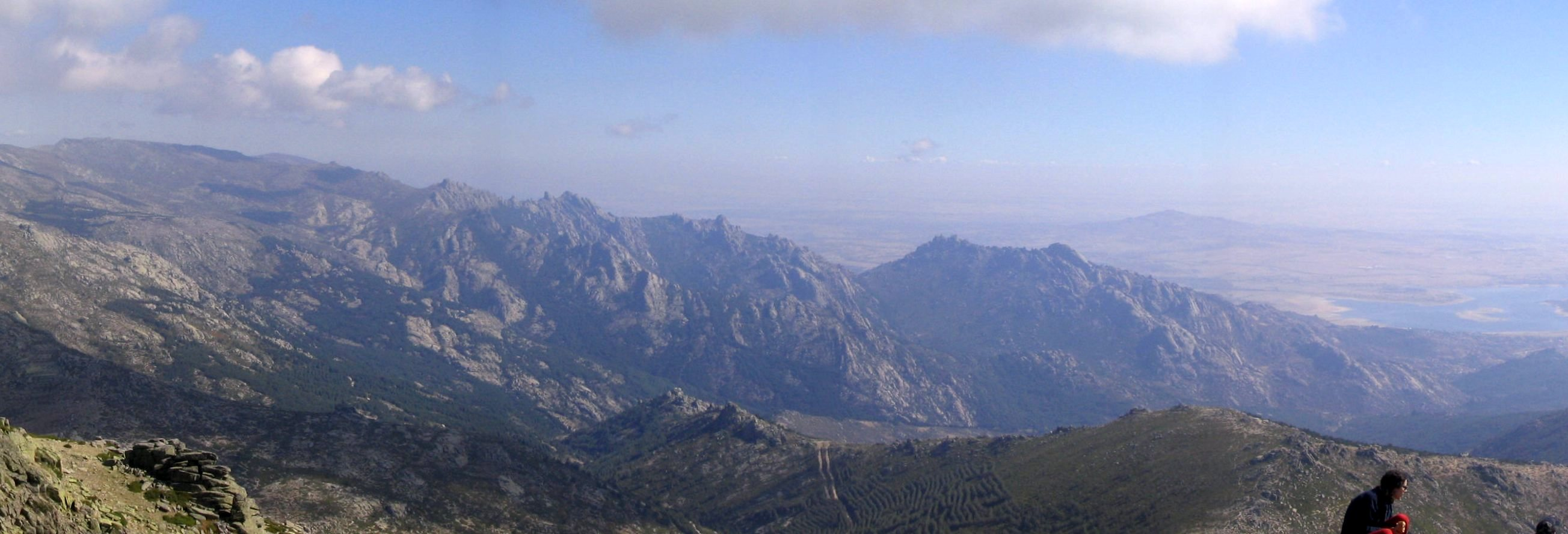
Panoramica della Pedriza vista dalla Maliciosa (2.227 m). La parte sinistra dell'immagine corrisponde alla Pedriza Posteriore, e la destra alla Pedriza Anteriore. Nella fotografía si vede il Collado de la Dehesilla (1.453 m) come confine tra le due parti della Pedriza.

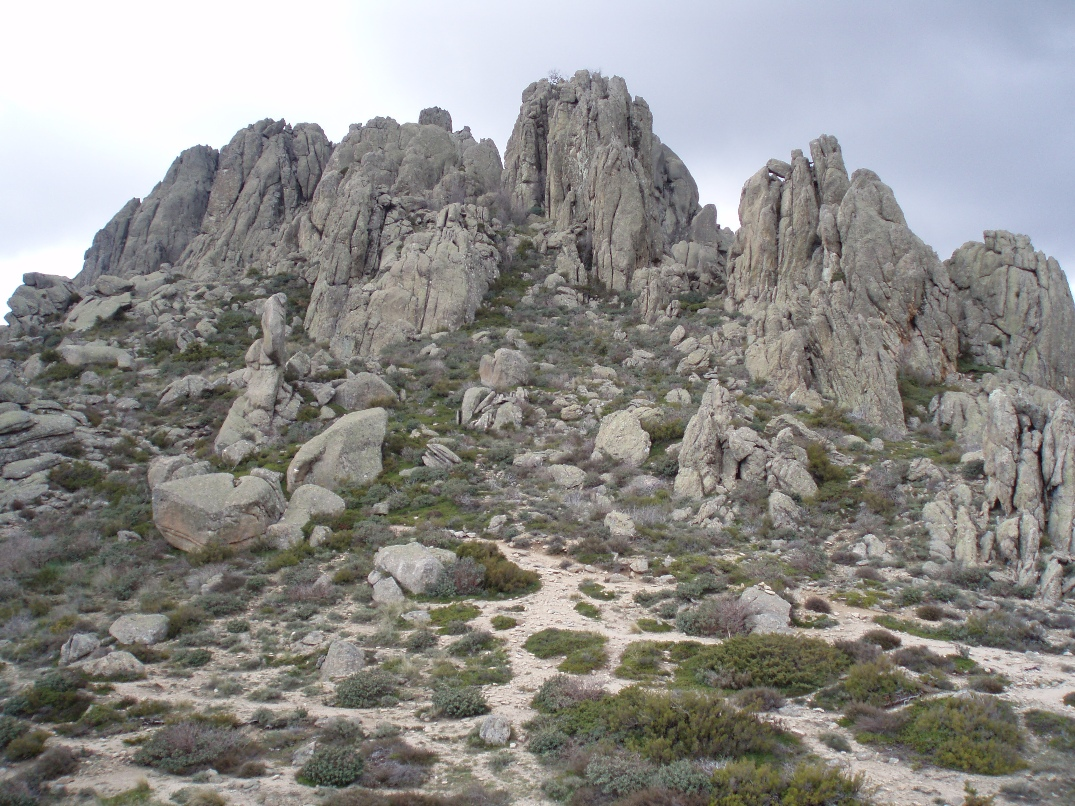
Riscos de Los Fantasmas. Sono le rupi più alte della Pedriza Anteriore, con un'altitudine massima di 1.729 metri.

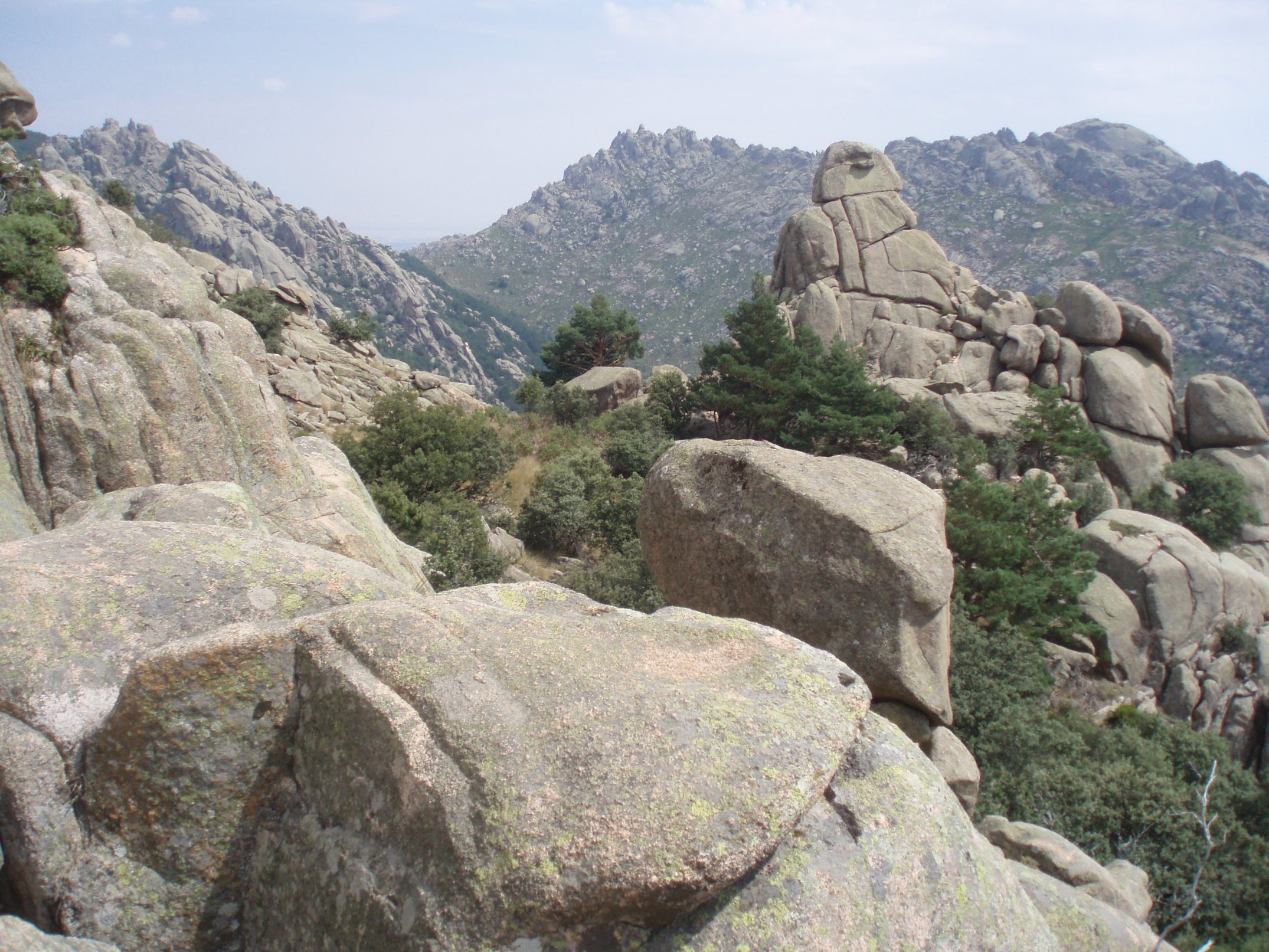
Rocce della Pedriza Posteriore in primo piano. Sullo sfondo il Collado de la Dehesilla e alla sua destra la parete nord di El Yelmo.

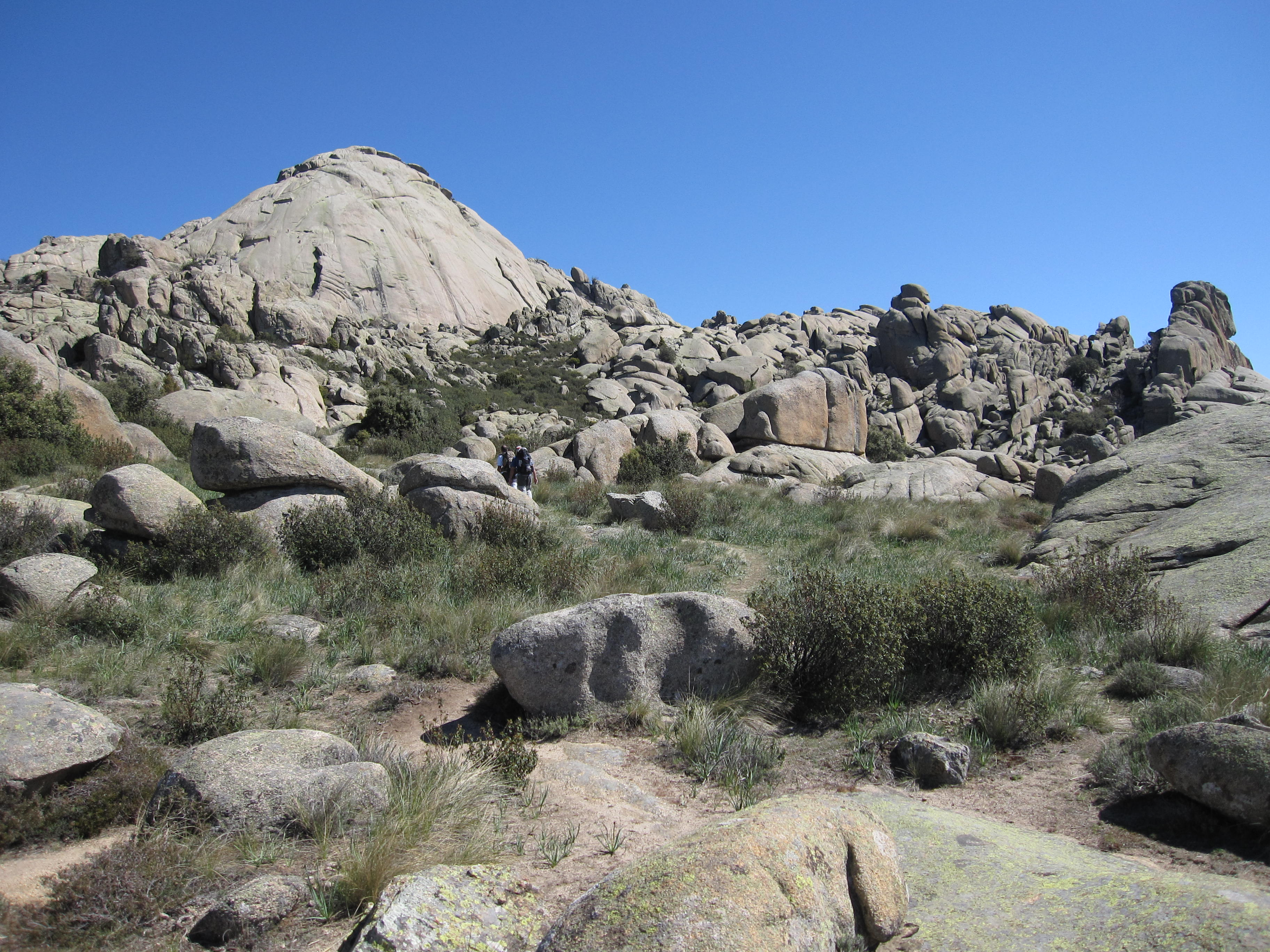
Parete sud del risco del Yelmo (1.717 m), uno dei più importanti della Pedriza. Questa parete è molto frequentata dagli scalatori.

La Pedriza si situa nella metà occidentale del versante sud della catena della Cuerda Larga, che a sua volta appartiene alla Sierra de Guadarrama. Questa zona ha una superficie di circa 3.200 ettari e si estende dagli 890 metri (altezza del lago di Santillana) fino ai 2.029 metri delle rupi delle Torres de La Pedriza, che si avvicinano alla linea delle vette della Cuerda Larga. A ovest è delimitata dalla garganta del Manzanares, dove scorre il Manzanarre, e a est dall'Arroyo del Mediano e dall'Hueco de San Blas.
Geologicamente e paesaggisticamente parlando, La Pedriza è un ghiaione a grossi blocchi composto da pietre, rocce, guglie, buche, tor, duomi granitici come quello dello Yelmo e ponti di roccia come quello de los Pollos. È divisa in tre parti ben distinta.
La prima e più meridionale è El Alcornocal (la sughereta), situato a nord di Manzanares el Real e confinante con il paese. È la parte più piccola delle tre e quella di minore altitudine dato che comprende solo il monte El Alcornocal (1.110 m). È separata dalla Pedriza Anteriore dal collado de la Cueva.
La seconda parte, che si trova a nord di El Alcornocal e a sud dell'Arroyo de la Dehesilla, è conosciuta come la Pedriza Anteriore, il cui picco più importante e rappresentativo è il Risco del Yelmo (1.719 m). Questa parte della Pedriza è un massiccio montuoso che culmina nelle rupi de Los Fantasmas (1.727 m) e dello Yelmo, situati nella parte settentrionale della Pedriza Anteriore. Vi sono piccole valli orientate generalmente da ovest a est, come nel caso dello Hueco de las Hoces, a ovest, la Gran Cañada, a sud, e lo Hueco del Recuenco, a est. La superficie approssimada di questa zona è di 1.580 ettari.
La parte più settentrionale è la Pedriza Posteriore, che si eleva dall'Arroyo de la Dehesilla, come confine meridionale, fino a fondersi con la Cuerda Larga; le rupi delle Torres de La Pedriza (2.029 m) segnano il confine naturale con la Cuerda Larga. Questa zona ha la forma di un gran circo di montagna orientato verso sud e a forma di C, conosciuto come Circo della Pedriza Posteriore. Sulla cresta del circo, che non è di origine glaciale, si trovano i picchi più alti della Pedriza Posteriore. La superficie approssimada di questa zona è di 1.620 ettari.

### Rupi e picchi
I picchi e le rupi della Pedriza prendono nome dall'oggetto a cui la loro forma assomiglia. Per questo motivo si incontrano in questa zona della Sierra de Guadarrama nomi molto pittoreschi. Alcune delle rupi e picchi più importanti ed elevati della Pedriza, ordinati per altezza, sono:
- Torres de La Pedriza (2.029 m), le cime più elevate della Pedriza.
- Cerro de los Hoyos (1.946 m)
- Cancho Centeno (1.917 m)
- Torre de los Buitres (1.827 m)
- La Milanera (1.799 m)
- Risco del Yelmo (1.719 m), la montagna più famosa della Pedriza.
- El Torro (1.706 m)
- Los Fantasmas (1.672 m)
- El Acebo (1.631 m)
- Carro del Diablo (1.609 m)
- Risco del Puente (1.609 m)
- Las Cuatro Damas (1.564 m)
- Risco El Pájaro (1.549 m)
- Cerro del Jalón (1.469 m)
- Peñas Cagás (1.455 m)
- El Alcornocal (1.110 m)

## Geologia

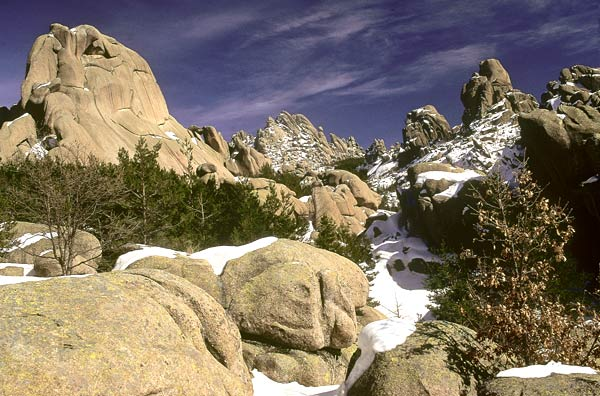
Vista invernale delle Torres de La Pedriza. Queste rupi sono le più alte della zona, superando i 2.000 metri di altitudine.

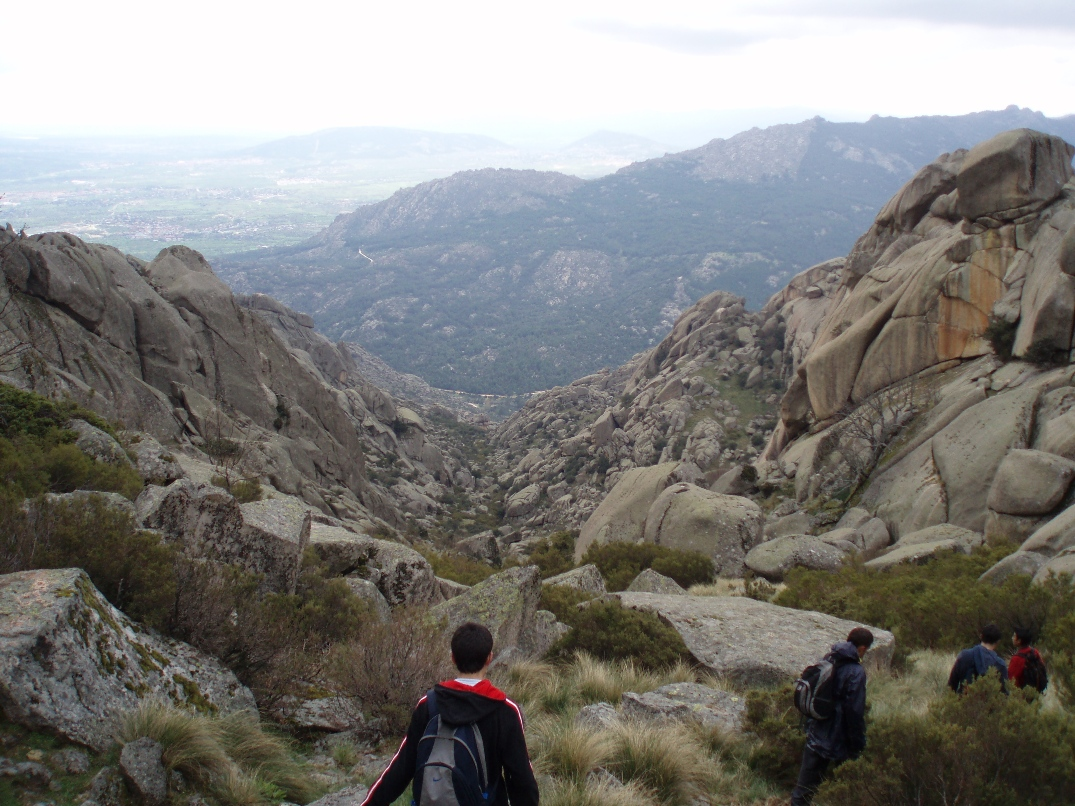
Escursionisti nello Hueco de las Hoces, una delle piccole valli della Pedriza Anteriore. Il punto più alto dello Hueco de las Hoces è un passo situato a nord del Risco del Yelmo.

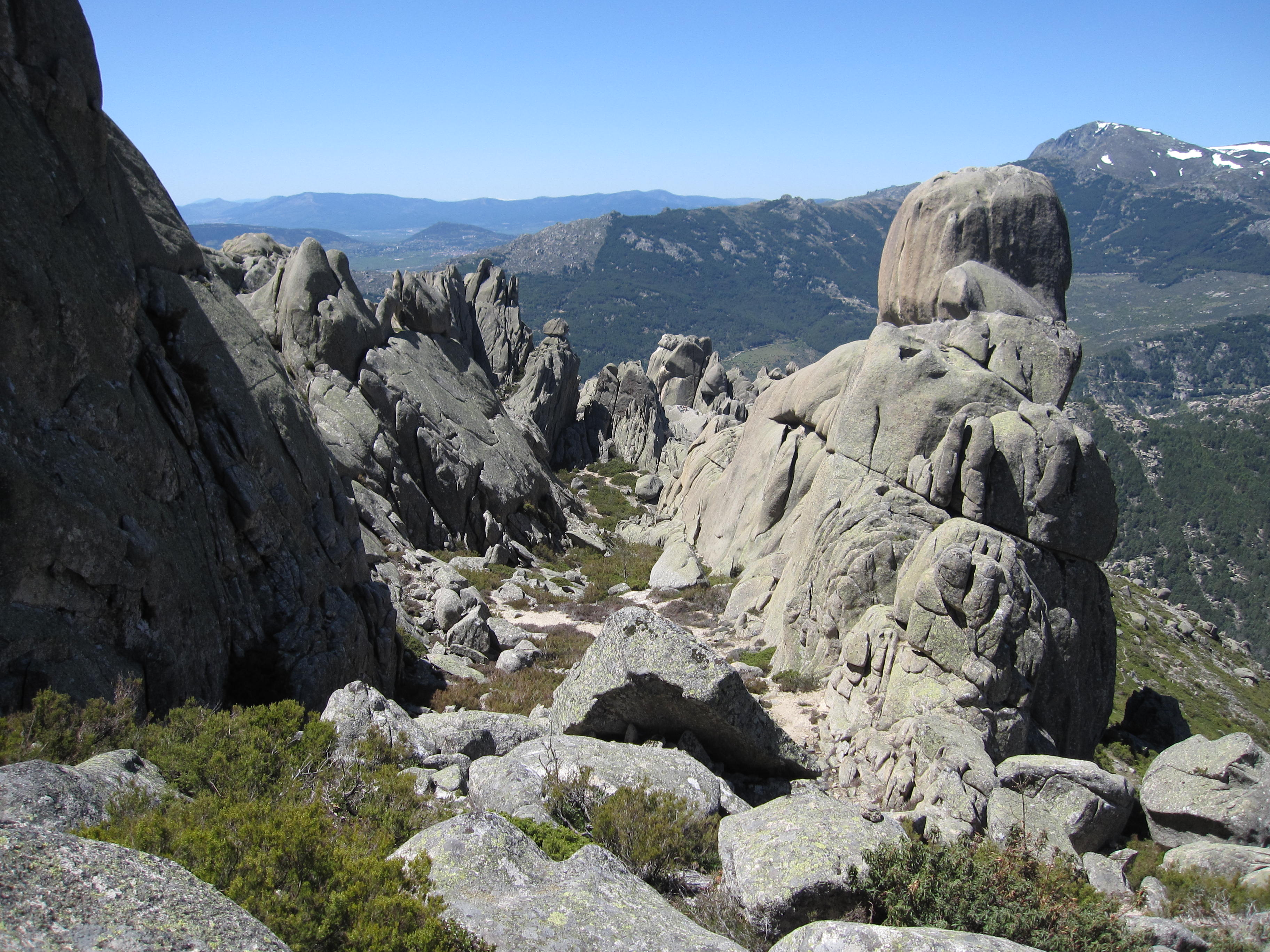
Rupi nella zona alta della Pedriza Anteriore.

Geologicamente, La Pedriza è formata da rocce granitiche formatesi 300 milioni di anni fa che presentano un caratteristico colore rosato, e con curiose erosioni, piccole faglie, canyon e selle di una certa importanza, che le danno forme caratteristiche. Le principali rocce che formano La Pedriza sono: granito (93 %), gneiss (4%) e argilla (3%). Gli gneiss sono più antichi e si trovano nelle zone più elevate, mentre i graniti abbondano in tutte le zone. Le argille si trovano nelle zone sedimentarie. I nomi delle rupi, creati dall'immaginazione popolare, danno un'idea delle forme che si trovano: El Pájaro (l'uccello), il Cocodrilo (coccodrillo), l'Esfinge (sfinge), il Camello (cammello), la Maza (la mazza), il Tolmo (il masso), il Cancho de los Muertos (la Parete dei Morti) e el Yelmo (l'elmo), oltre a molti altri.
I graniti della Pedriza sono rocce che affiorarono alla superficie con l'erosione dei materiali che li ricoprivano. Avvicinandosi alla superficie si cristallizzarono i minerali che nel caso del granito sono il quarzo, il feldspato e la mica. Una volta raffreddatisi si producono rotture e frammentazioni nelle rocce. La roccia suole presentare quarzo, feldspato, biotite e, a volte, muscovite e con grani di dimensione da media a grossa. Il predominio di feldspato e quarzo fa sì che prevalga il colore grigiastro chiaro. Quando si ossida il ferro contenuto nelle miche biotitiche appare il caratteristico colore ocra-rossiccio della Pedriza. Una volta che il granito si trova all'esterno, l'acqua e il ghiaccio penetrano nelle fessure frammentando i blocchi e il vento leviga i diedri. La Pedriza è un gran esempio di modellato in granito, definito da una rete di fratture composta da varie faglie e fessure. Per le sue caratteristiche strutturali ed il suo passato climatico, si sono scissi torrioni, elmi, distese di massi e tor. Di composizione eterogenea, però con carattere compatto, queste rocce cristalline presentano piani netti di frattura che guidano il modellato. Per via di tutti questi processi chimici e meccanici, La Pedriza presenta un elevato numero di forme capricciose e curiose.
Nella Pedriza si può supporre l'esistenza di periodi tiepido-umidi in cui fu favorita l'alterazione chimica della roccia, alternati con altri periodi freddi in cui è predominante la meteorizzazione meccanica, con la frammentazione della roccia a favore delle diaclasi. Non si sono osservati indizi di azione glaciale dentro il territorio della Pedriza, però sì più in alto, in prossimità della Cuerda Larga durante il Quaternario (1,8 milioni di anni fa). Per questo, il termine Circo della Pedriza Posteriore, come si suole designare la cresta arcata delle Milaneras, delle Torres e il picco della Herreda, deve considerarsi come un termine topografico che non implica un'origine glaciale.

### Formazione

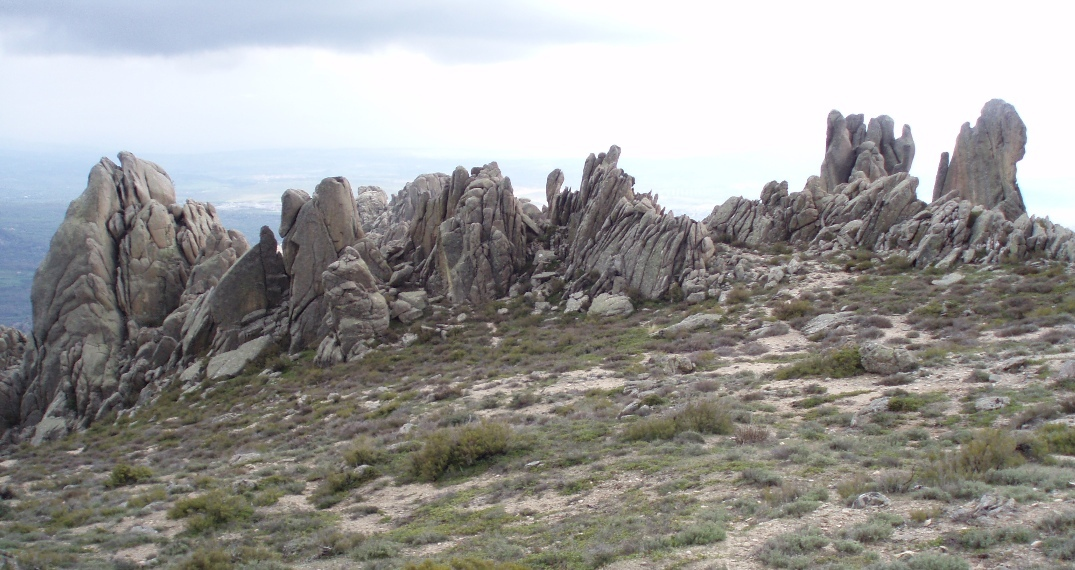
Las Damas de La Pedriza, tra le formazioni geologiche più singolari della Pedriza Anteriore.

Nel Paleozoico Medio (tra 360 e 290 milioni di anni fa), un substrato iniziale di antichi graniti e sedimenti iniziò a piegarsi e a metamorfizzare, dando origine agli gneiss. Durante il Paleozoico Superiore (tra 290 e 250 milioni di anni fa) questi materiali si fratturarono. Iniziò il movimento verso la superficie di masse magmatiche, dando così origine ai graniti. Nella fase finale di questa era si produsse il sollevamento generale di tutta La Pedriza. Dalla fine del Paleozoico e durante il Mesozoico (tra 250 e 65 milioni di anni fa) iniziarono i processi di erosione e smantellamento del rilievo. Anche durante quest'ultima era si produsse un sollevamento del fondo del mare, che portò in superficie zone subacquee (in quel periodo La Pedriza avrebbe potuto essere un'isoletta poco elevata rispetto al mare) e si formarono bacini di sedimentazione che ricoprivano le pianure di sedimenti che darnno origine ai calcari. Questi si localizzano oggi ai bordi della Pedriza.
Nel Cenozoico o Terziario (tra 65 e 1,8 milioni di anni fa) si riattivarono i processi che provocarono il sollevamento della Pedriza e la compartimentazione nei blocchi che troviamo oggi. L'erosione del massiccio roccioso provocò il riempimento sedimentario dei bacini con arcose. L'azione glaciale del Quaternario (da 1,8 milioni di anni fa a oggi) terminò di modellare vari rilievi attuali della zona più alta della Pedriza, cioè quella al di sopra dei 1.800 metri. In definitiva negli ultimi milioni di anni, l'azione glaciale, il consolidamento della rete dei fiumi e l'escavazioni di valli e terrazze hanno dato luogo all'attuale morfologia del terreno.

## Idrografia

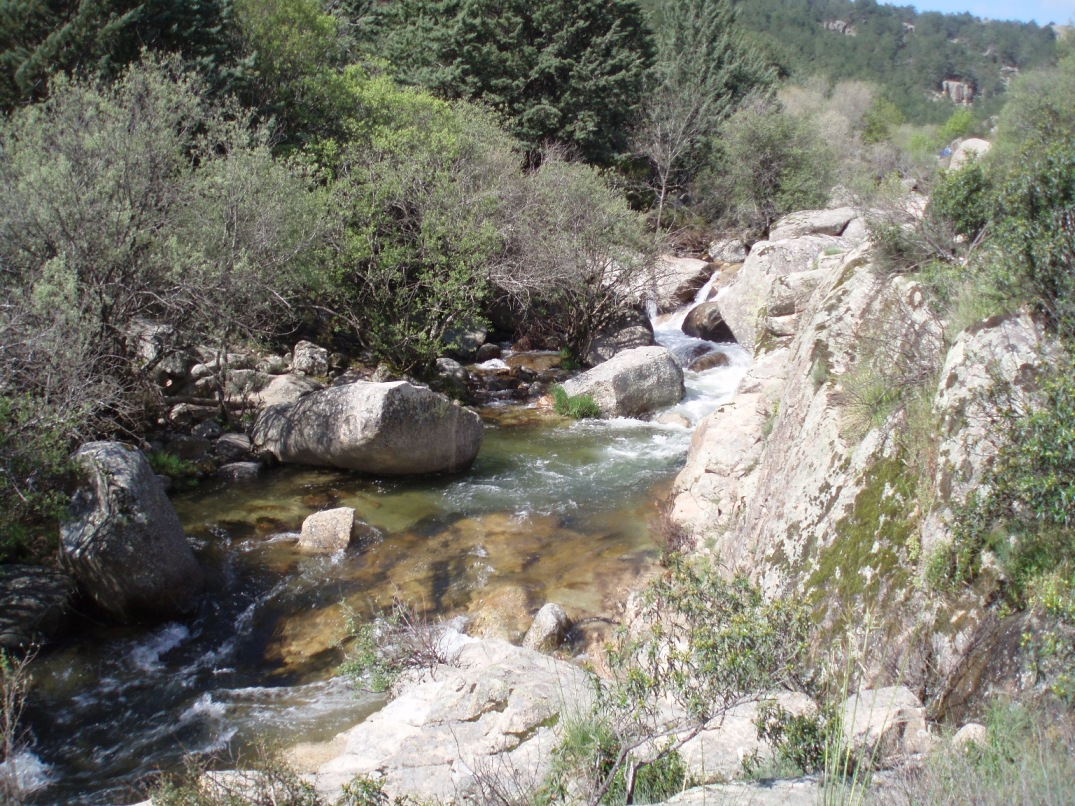
Il fiume Manzanarre attraversando La Pedriza. Questo fiume ha varie pozze molto frequentate in estate dai bagnanti.

La Pedriza è attraversata da numerosi ruscelli e dal fiume Manzanarre, nel tratto che va dalla sorgente presso il Ventisquero de la Condesa, sui versanti della Bola del Mundo, fino allo sbocco nel lago di Santillana. Alcuni dei ruscelli più importanti della zona sono l'Arroyo de la Majadilla, l'Arroyo de la Dehesilla, l'Arroyo de los Huertos e l'Arroyo de Coberteros. Le fonti naturali sono numerose nella zona data la grande quantità di acqua sotterranea. La qualità di queste acque è eccellente poiché il granito deposita pochissimi residui, fatto che contribuisce a migliorare la purezza dell'acqua.
A ovest della Pedriza Posteriore, sul fiume Manzanarre, si trova la Charca Verde, una delle più frequentate dai bagnanti. Un'altra pozza molto famosa è la Charca Kindelán, situata nella parte bassa dell'Arroyo de la Majadilla. Oltre a queste due pozze, ve ne sono altre di minori dimensioni sul Manzanarre e in altri torrenti della Pedriza, così come una piccola laguna situata in una zona elevata della Pedriza Anteriore, chiamata "la lagunilla".

## Flora e fauna

### Flora

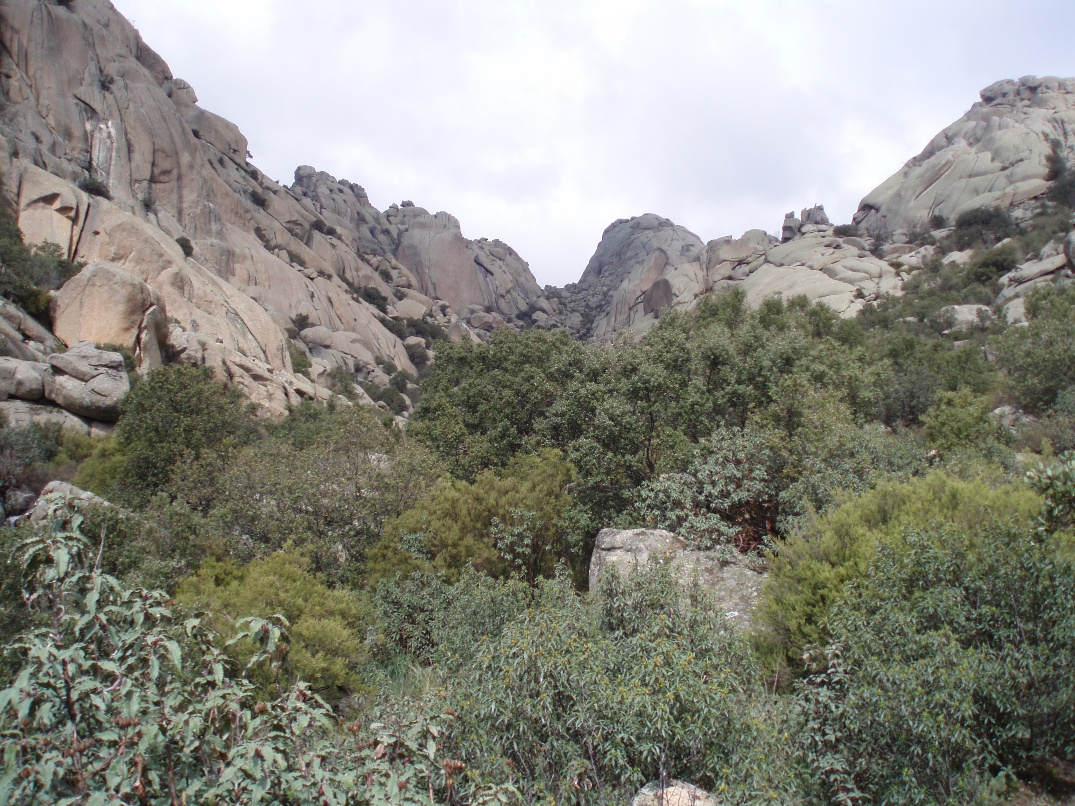
Cisto e altre specie vegetali nello Hueco de las Hoces, situato nella Pedriza Anteriore.

La vegetazione della Pedriza è un miscuglio di quella propria del bosco mediterraneo e quella di alta montagna. Man mano che si sale, le formazioni vegetali diventano sempre più tipiche dell'alta montagna, mentre le piante mediterranee rimangono nelle zone più basse della Pedriza.
Nella Pedriza Anteriore (la zona più bassa) abbondano formazioni arbustive proprie del clima mediterraneo continentale intercalate con arbusti di alta montagna che abbondano quando si sale in altitudine. Di conseguenza, in questa zona vi sono pochissimi alberi, che si concentrano in prossimità dei torrenti situati a minore altitudine. Questo fa sì che le formazioni rocciose non sono nascoste dai boschi. Le specie più abbondanti della zona sono il cisto, il pino laricio, il pino silvestre, l'agrifoglio, la ginestra, il rosmarino e il timo.
Nella Pedriza Posteriore (la zona più alta) compaiono piccoli boschi di pino silvestre e laricio circondati da rupi e grandi rocce. Di conseguenza, gli arbusti mediterranei sono più scarsi che nella Pedriza Anteriore e abbondano altri propri dell'alta montagna. In entrambe le parti della Pedriza vi sono piccoli prati localizzati in zone umide e relativamente piane in cui si possono incontrare fiori di montagna.

#### Lista di specie vegetali
AlberiPino laricio, marittimo, silvestre e nero; acero, agrifoglio, bosso, castagno, ginepro turifero, leccio, melojo, nocciolo, ontano, quercia spagnola, sorbo degli uccellatori, e tasso.
Arbustibiancospino, cisto, citiso, erica vagans, felci, ginepro, ginestra, lavanda selvatica, rosmarino, timo e uva ursina.
Funghi abbondanti nelle pineteCantharellus cibarius, Lactarius deliciosus, lepiota, Morchella e Pleurotus eryngii.

### Fauna

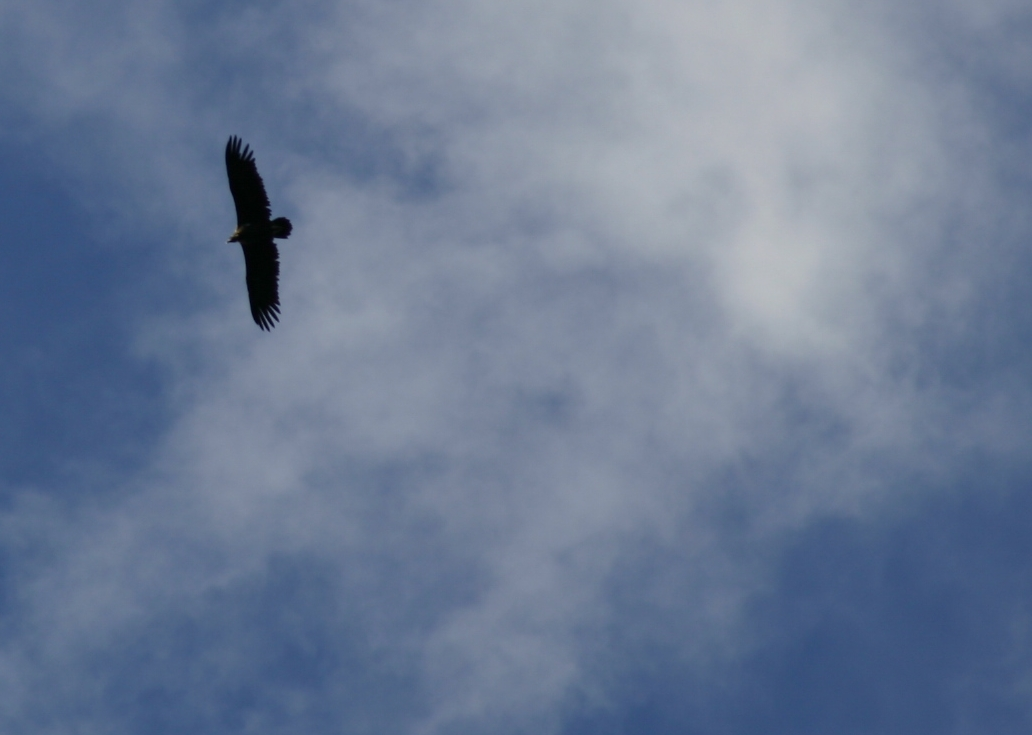
Avvoltoio monaco.

In questi ecosistemi vive una gran quantità e varietà di fauna selvatica e si incontrano mammiferi come lo stambecco iberico, il cervo, il cinghiale, il capriolo, il daino, il tasso, vari mustelidi, il gatto selvatico, la volpe e la lepre, tra le principali. Bisogna sottolineare l'esistenza di uccelli migratori che vivono stagionalmente nella Pedriza. Tra questi si segnalano l'assiuolo, il falco pecchiaiolo occidentale, il gruccione, il nibbio bruno, il nibbio reale e numerose specie di Anatidae.
All'inizio dell'autunno, le gru che hanno passato l'estate nel nord Europa attraversano i cieli della Pedriza durante il viaggio verso le distese dell'Estremadura. Alla fine dell'inverno arrivano dall'Africa le cicogne e rapaci migratori. 
Alcune delle specie in pericolo d'estinzione che abitano questa catena sono l'aquila imperiale, la cicogna nera o il lupo.

#### Lista di specie animali

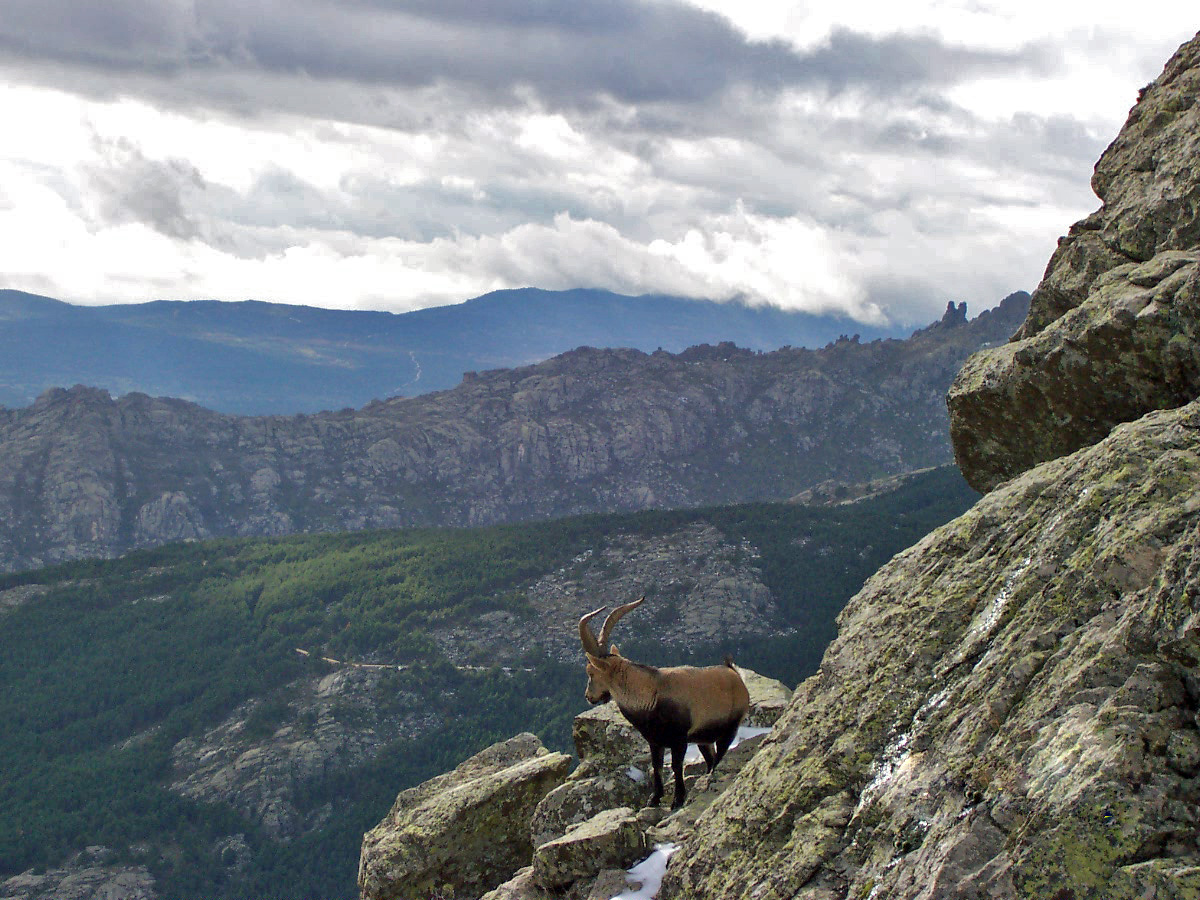
Stambecco nella Pedriza.

Rettili e anfibicolubro liscio, natrice viperina, Vipera di Lataste, lucertola di Schreiber e ocellata, salamandra e rospo.
Mammiferistambecco iberico, capriolo, cinghiale, coniglio, donnola, genetta, lepre, lupo, nutria, quercino, scoiattolo, tasso e volpe.
Uccelliaverla meridionale, beccaccia, cincia dal ciuffo, cinciallegra, cinciarella, cuculo, ghiandaia, gracchio, gruccione, martin pescatore, merlo, merlo acquaiolo, pettirosso, picchio rosso maggiore, quaglia, rampichino, regolo, rigogolo, scricciolo, starna e upupa.
Rapaciallocco, aquila minore, aquila reale, avvoltoio monaco, barbagianni, biancone, civetta, gheppio, grifone, gufo comune, gufo reale, nibbio bruno, nibbio reale e poiana.
Acquaticiairone cenerino, folaga, germano reale, quattrocchi, svasso cornuto e svasso maggiore.
Pescitrota, trota iridea e carpa.

### Problemi ambientali

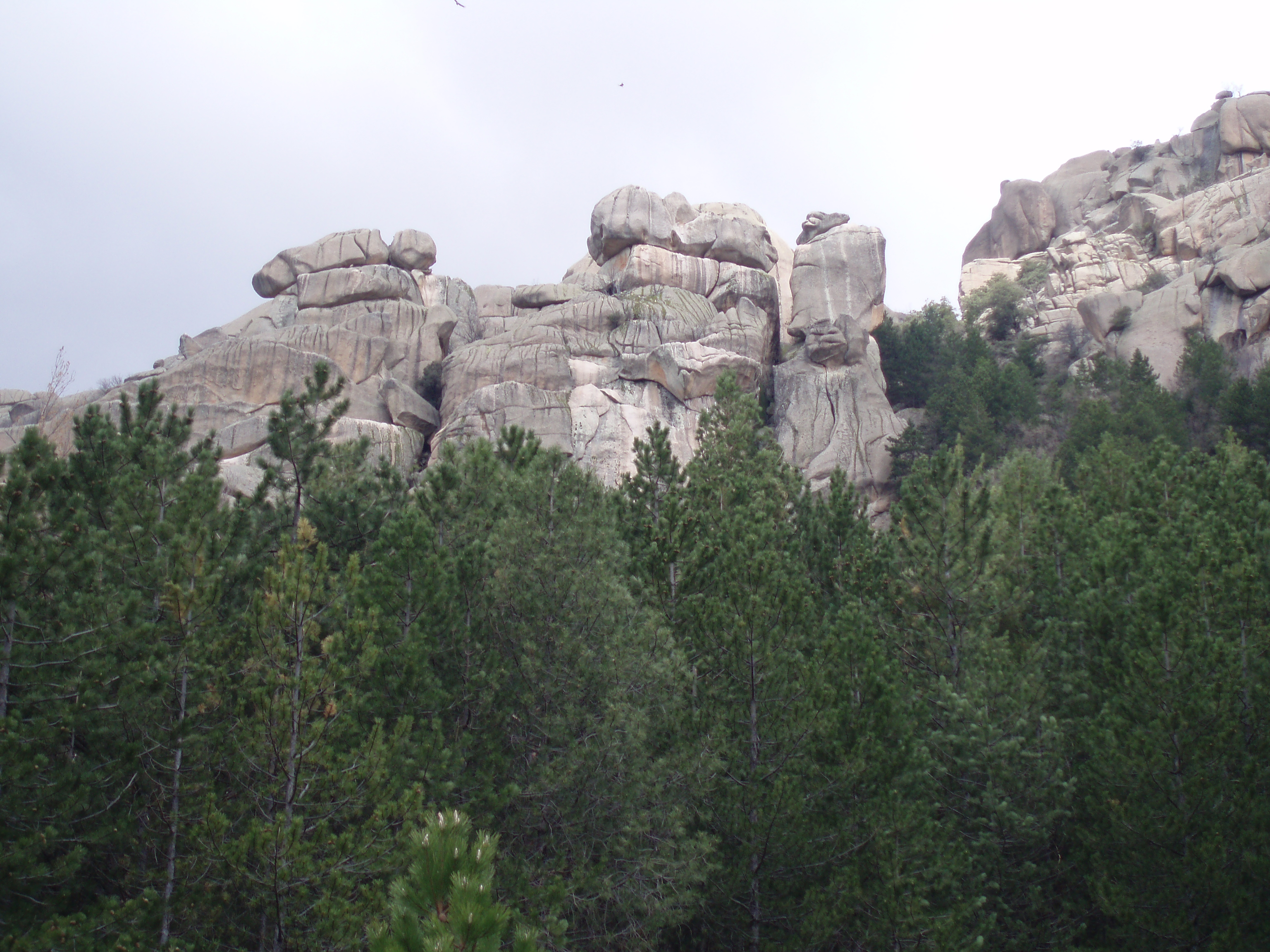
Rupi della Pedriza Posteriore.

Il clima del centro della Penisola Iberica è il clima mediterraneo continentale caratterizzato, in parte, dalla scarsità di precipitazioni durante l'estate. Per questo i boschi della Pedriza corrono un alto rischio di soffrire incendi forestali che tutte le estati si hanno in Spagna. Nell'agosto del 1999, sul versante est del Monte Abantos un pauroso incendio distrusse un'importante superficie forestale in cui oggi crescono nuovi esemplari di rimboschimento. Questo fu l'ultimo grande incendio sofferto dalla Sierra de Guadarrama fino ad oggi.
Un altro grande problema ambientale a cui è esposta questa zona di montagna è la grande crescita urbanistica che si osserva in molti comuni della Comunità di Madrid. In concreto, a Manzanares el Real, la crescita del paese lungo il versante sud della Pedriza è molto limitata grazie alla protezione ambientale data dal Parque Regional de la Cuenca Alta del Manzanares.

## Clima

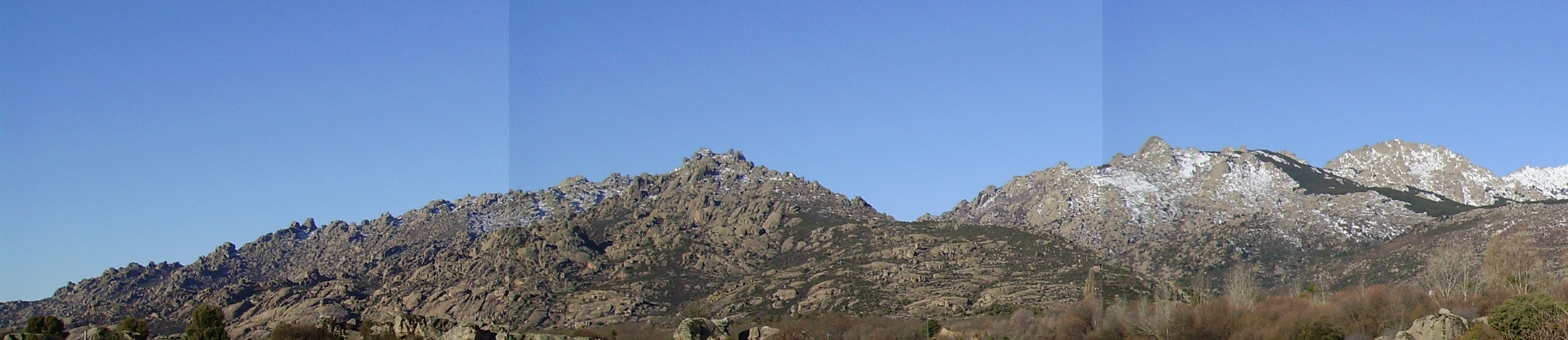
La Pedriza in inverno vista dallo Hueco de San Blas, ovvero da est.

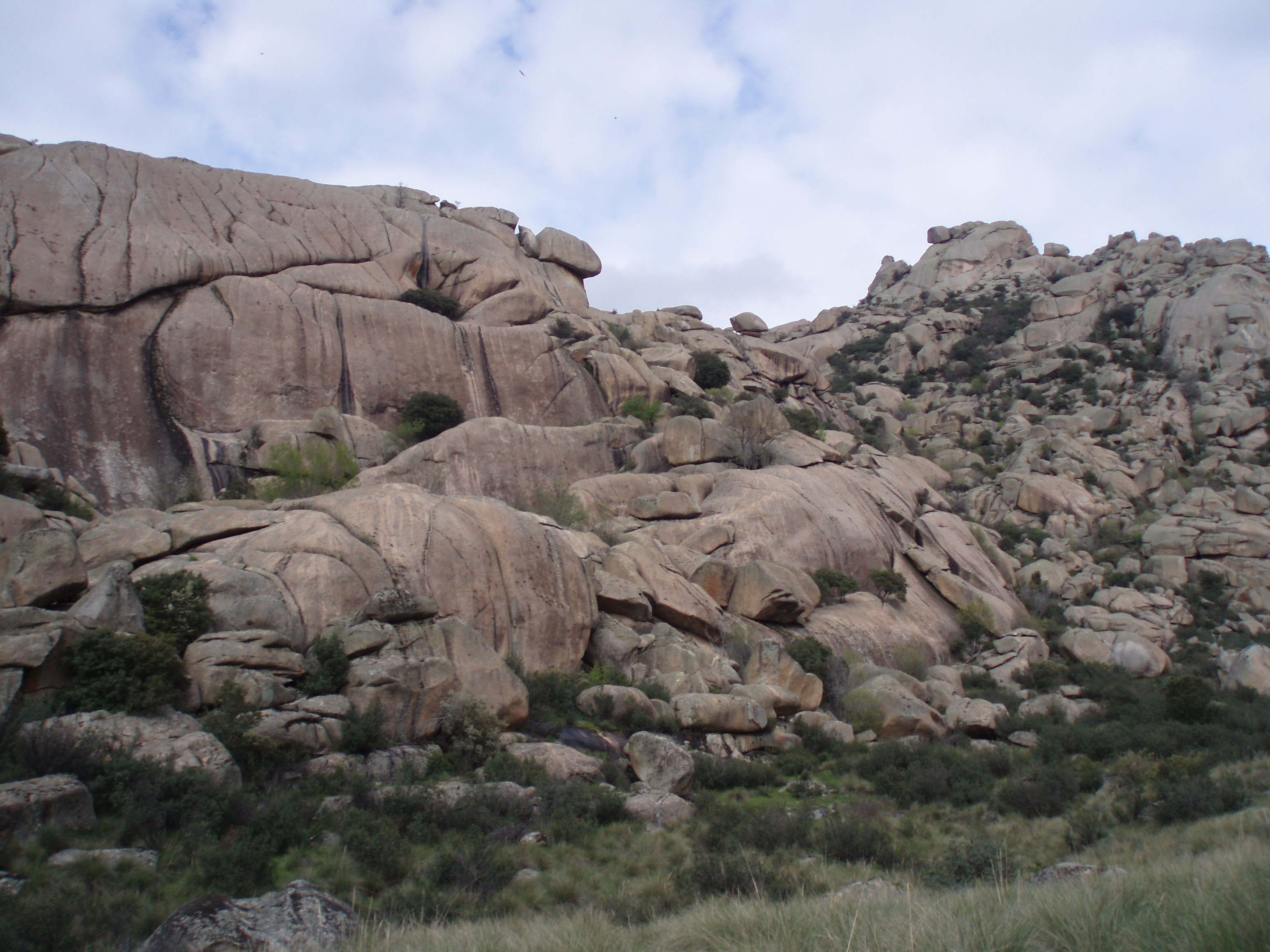
Zona ovest della Pedriza Anteriore.

La Pedriza si trova in una zona di clima mediterraneo continentale, caratterizzato da temperature che variano molto tra estate e inverno e da un'estate molto secca. Poiché la zona è orientata verso sud, riceve grandi influenze dal clima della Submeseta sur e una grande insolazione. Però, come in qualsiasi zona di montagna, il clima cambia notevolmente con l'altitudine, per cui bisogna differenziare distinte zone climatiche.
Tra gli 800 e i 1.400 metri di altitudine, le precipitazioni annuali medie si situano tra 700 e 800 mm, e sono decisamente più scarse d'estate. La temperatura media in questa zona è di 10-11 °C, con massime estive di 28 °C e minime invernali di -6 °C. In questa fascia, le precipitazioni sono tipicamente sotto forma di neve tra i mesi di dicembre e febbraio, anche se vi sono sempre eccezioni, e la neve caduta rimane al suolo per poco più di tre giorni dovuto alle temperature.
Tra i 1.400 e i 2.000 metri di altitudine, le precipitazioni annuali medie sono di 900-1.000 mm, più scarse d'estate e più abbondanti salendo di quota. La temperatura media in questa zona è di 8-9 °C, con massime estive di 25 °C e minime invernali di -8 °C. In questa fascia, le precipitazioni solitamente sono in forma nevosa tra i mesi di dicembre e aprile, con eccezioni, e la neve precipitata rimane al suolo in forma permanente durante l'inverno, rimanendo congelada per più tempo sul versante nord. Tuttavia, sopra le rocce di granito la neve non resiste molti giorni congelata a meno di condizioni di freddo eccezionali.
In sintesi, il clima della Pedriza è umido, decisamente di più rispetto alla Meseta Centrale e in generale freddo, soprattutto salendo in altitudine. Sulle creste e sui picchi il vento è generalmente molto intenso e le tormente sono più frequenti che nella Meseta.
Tabella delle temperature medie secondo l'altitudine
| Altitudine      | Temp. in inverno | Temp. in primavera e autunno | Temp. in estate |
| --------------- | ---------------- | ---------------------------- | --------------- |
| 2.000 a 1.400 m | 1 °C a -5 °C     | 11 °C a 5 °C                 | 23 °C a 7 °C    |
| 1.400 a 800 m   | 3 °C a -3 °C     | 15 °C a 7 °C                 | 25 °C a 11 °C   |

## Comunicazioni

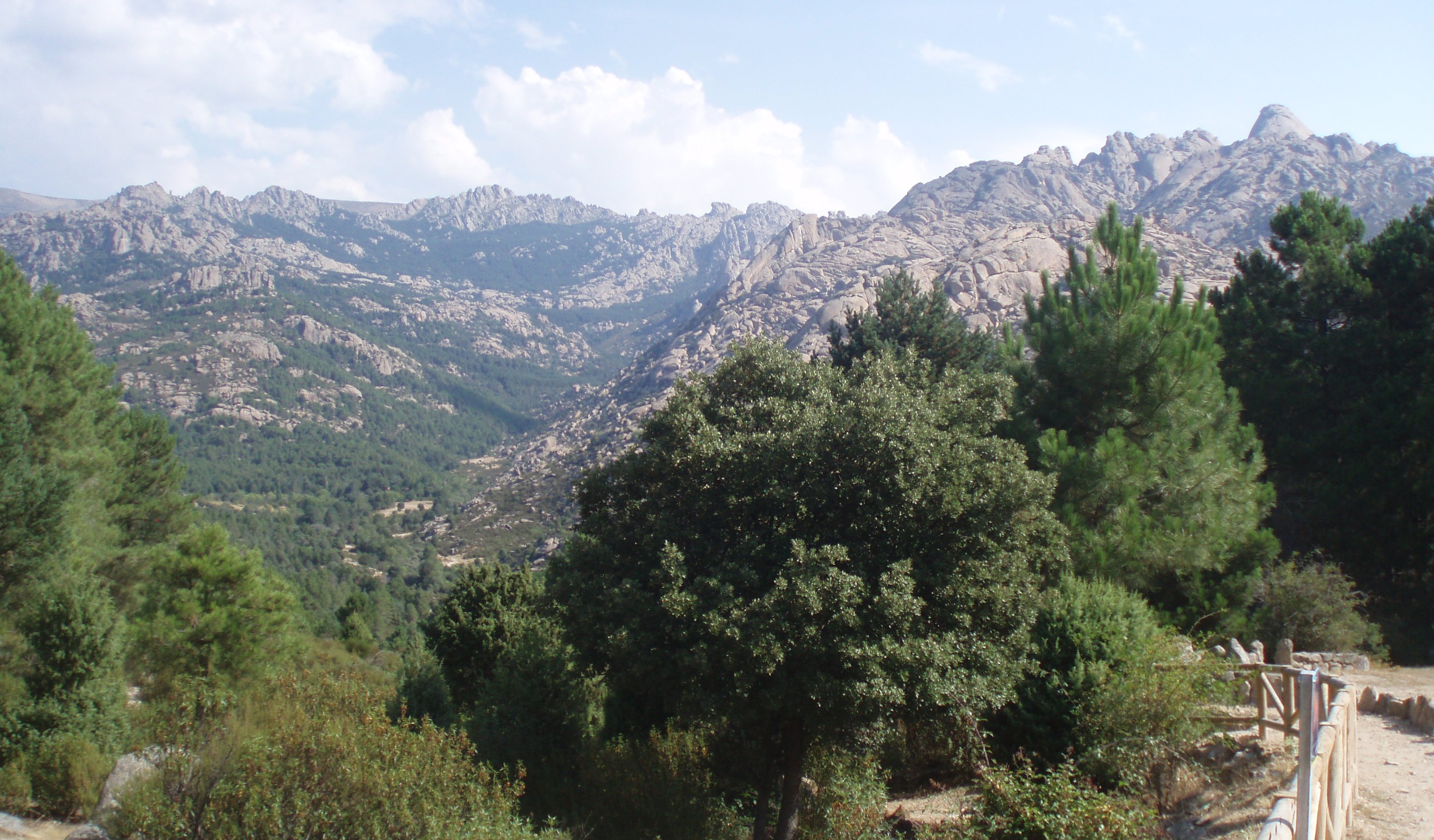
Vista generale della Pedriza dal collado de Quebrantaherraduras. Per questo passo di montagna passa la strada che mette in comunicazione il Canto Cochino con Manzanares el Real.

La principale via di accesso alla Pedriza è la strada autonomica (regionale) M-608, che unisce Manzanares el Real con i comuni di Collado Villalba, Soto del Real e Guadalix de la Sierra. Da questa stessa strada, nei pressi di Manzanares el Real, si stacca una strada asfaltata che attraversa il Collado de Quebrantaherraduras (1.082 m) e termina al Canto Cochino, un'area ricreativa con un parcheggio per 250 veicoli situato al confine occidentale della Pedriza. Per via della grande affluenza di automobili a questo parcheggio molti fine settimana, esiste un punto di controllo che limita l'accesso a questo luogo. Per questo motivo, Manzanares el Real è il punto di partenza di molti escursionisti che si addentrano nella Pedriza.
Per quanto riguarda i trasporti pubblici, esiste solo una linea di autobus che unisce Madrid alla Pedriza. Si tratta della linea 724, che parte dalla plaza de Castilla di Madrid ed ha una frequenza tra mezz'ora e un'ora.

## Storia

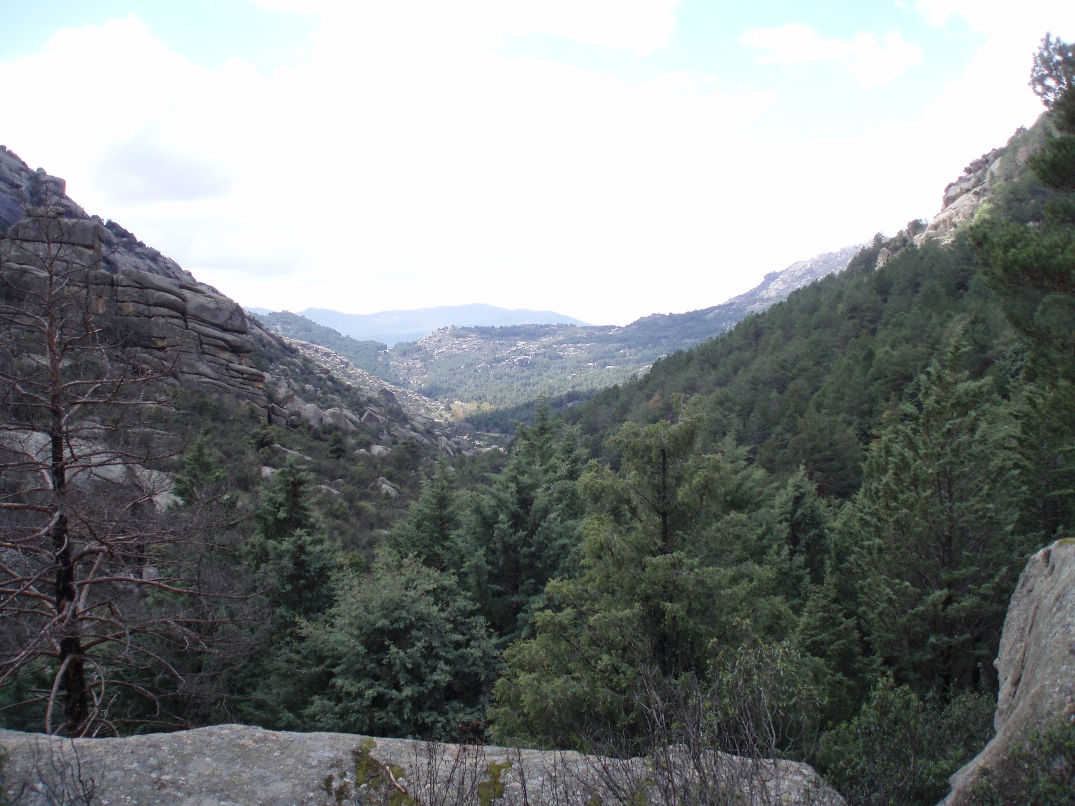
Valle de la Dehesilla, che divide la Pedriza Anteriore e la Posteriore. La metà sinistra della foto corrispomde al versante nord della Pedriza Anteriore e la metà destra è il versante sud della Pedriza Posteriore.

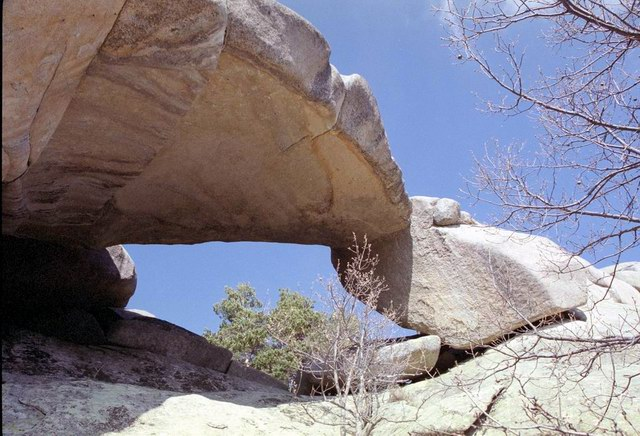
Puente de los Pollos, ubicato nell'ovest della Pedriza Posteriore.

La storia umana della Pedriza inizia nell'Età del Bronzo, in una data che potrebbe oscillare tra il 1400 e il 1200 a. C. Il sito dove si scoprirono ceramiche di "Los Aljibes" situato nella Pedriza denota già l'interesse degli esseri umani per questa zona. Il sito, in cui si sono scoperte pitture rupestri, frammenti di stampi, pezzi di falce, punte di freccia e ritrovamenti metallurgici vicini sembra essere un rifugio-santuario, dato che sfrutta una cavità formata da due blocchi di granito, con aspetto di dolmen, che crea uno spazio rettangolare interno capace di ospitare varie persone.

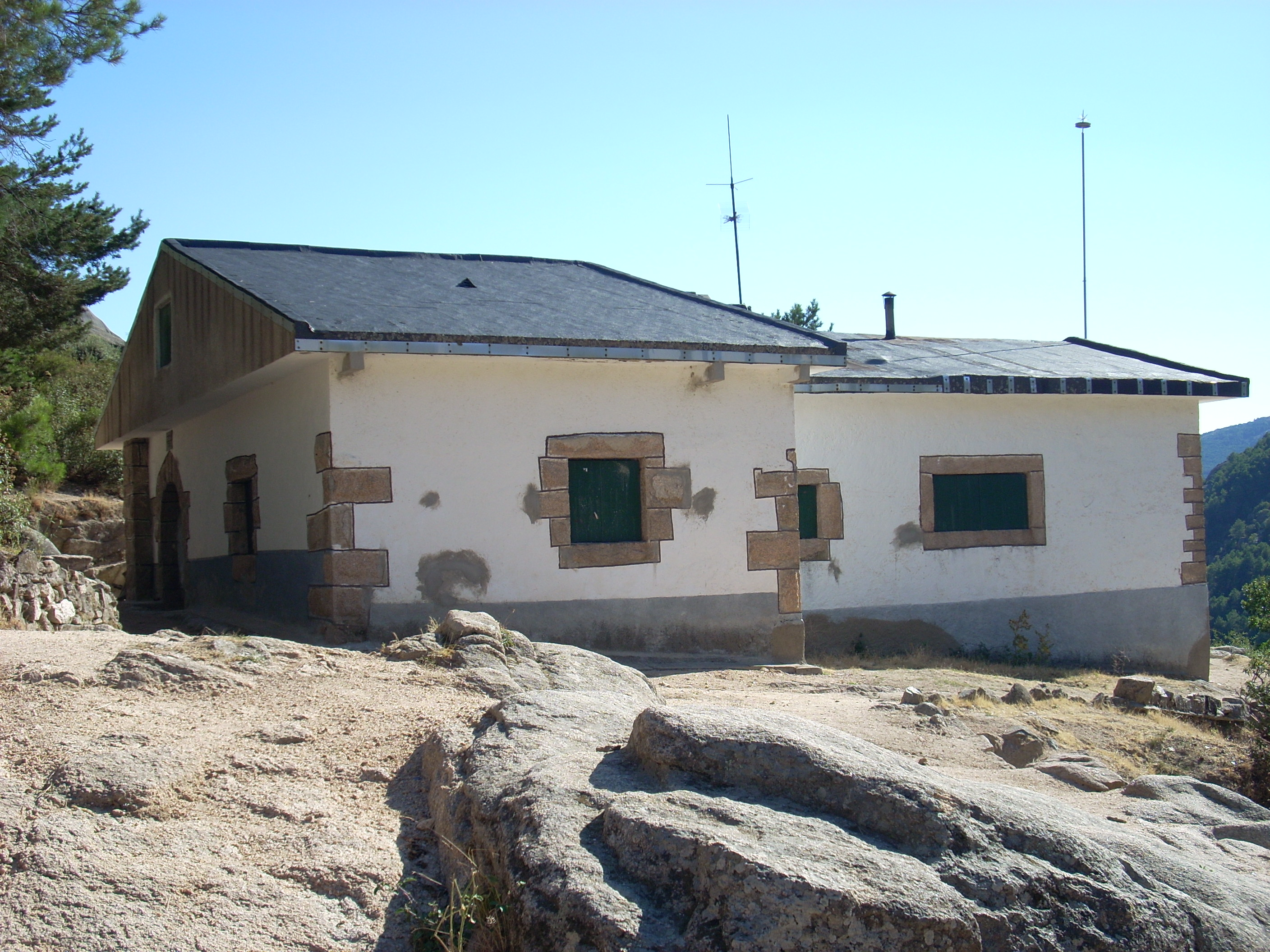
Rifugio Giner de los Ríos.

Dopo l'occupazione musulmana della Penisola Iberica, La Pedriza passa a essere terra madrileña nell'anno 1152 per un privilegio del re Alfonso VII che concesse alla città di Madrid la proprietà dei monti situati tra la città e Segovia, dal puerto del Berrueco al puerto de Lozoya. Nel libro di "La Montería" di Alfonso X si citano alcune zone della Pedriza così come altre zone della Sierra de Guadarrama.
Dalla metà del XIX secolo la Pedriza fu utilizzata come rifugio di briganti sfruttando la difficoltà di accesso e il paesaggio aspro. Alcuni di questi briganti furono celebri per i loro misfatti, come la banda di "Paco el Sastre" (Paco il Sarto) o "Pablo Santos". Allo stesso modo, dozzine di persone si nascosero tra le rupi e le valli durante la Guerra civile spagnola e il Franchismo.
Nel 1864, Casiano del Prado esplorò La Pedriza e diffuse l'esistenza e le caratteristiche di questa zona della Sierra de Guadarrama. Sempre in questo anno fu il primo ad ascendere al Risco del Yelmo, anche se probabilmente pastori anonimi locali lo fecero in precedenza. La prima ascensione invernale allo Yelmo la realizzarono i tedeschi Hanser y Ohsman il 14 febbraio del 1899. Nel 1886 fu creata la "Società per lo studio del Guadarrama". Tra i suoi membri annoverava Francisco Giner de los Ríos, il cui nome fu dato nel 1915 al rifugio della Pedriza; in seguito il rifugio verrà rinominato José del Prado e oggi ha ripreso il nome di Giner. Negli anni 1920 vari intellettuali dell'Institución Libre de Enseñanza sottolinearono l'importantissimo valore ecologico che possiede La Pedriza. Per questo pianificarono la creazione di un "Parque Nacional" in modo da proteggere gran parte della Sierra de Guadarrama. Tuttavia il progetto non fu avviato per via dei cambi di governo e della Guerra Civile; ma nel 1930 fu dichiarata Sito Naturale di Interesse Nazionale.
Nel 1985, tutta La Pedriza fu protetta con la creazione del Parque Regional de la Cuenca Alta del Manzanares, una riserva naturale di 52.796 ettari. Nel 1992 fu dichiarata Riserva della Biosfera da parte dell'UNESCO. Dall'inizio degli anni 2000, il governo della Comunità di Madrid, insieme a quello della Castiglia e León hanno elaborato un progetto per dichiarare Parco nazionale della Sierra de Guadarrama gran parte della catena, comprendendo La Pedriza nella sua interezza. In questo modo, il nord del Parque Regional de la Cuenca Alta del Manzanares sarà assorbito dal futuro parco nazionale.

### Leggende
Nella Pedriza si è generata un'interessante serie di leggende e tradizioni, come quella del Cancho de los Muertos e quella della Cueva de la Mora. Qui vengono sommariamente narrate:
Il Cancho de los Muertos (la pietra dei morti)Il nome di questa leggenda deriva da una formazione rocciosa della Pedriza di forma molto particolare. La leggenda racconta che una banda di briganti sequestrò una giovane di una ricca e potente famiglia di Madrid. Il capo di questa banda si assenta temporaneamente e gli altri due banditi decidono di approfittarsi della giovane, però torna inaspettatamente e li sorprende, li giudica rapidamente e getta il primo nel burrone; tentando di gettare il secondo questi si attacca alla gamba del capo facendo cadere entrambi nel vuoto, terminando così in tre ai piedi della parete rocciosa. Secondo la gente del luogo per un certo tempo si potevano vedere i cadaveri dei tre banditi in una crepa di questo luogo.
La cueva de la Mora (la grotta della Mora)Questo racconto ha per scenario La Pedriza e ricorda storie che si ripetono per tutta la geografia spagnola per via probabilmente della lunga occupazione musulmana. "La Cueva de la Mora" (di difficile accesso) si situa nei pressi del rifugio Giner de los Ríos, concretamente davanti alla facciata principale e a est della Peña Sirio. Sembra che la figlia di un ricco arabo rimase incinta di un giovane cristiano. Per questo fu sequestrata e tenuta prigioniera da parte dei suoi familiari musulmani all'interno di questa caverna. Passarono gli anni e il cavaliere cristiano non tornò mai nonostante l'ansiosa attesa da parte della giovane, per cui secondo le credenze della gente di quando in quando l'anima della giovane vaga tra le formazioni rocciose e le pietraie cercando di incontrare il suo amore perduto.

### Monumenti ed edifici di interesse

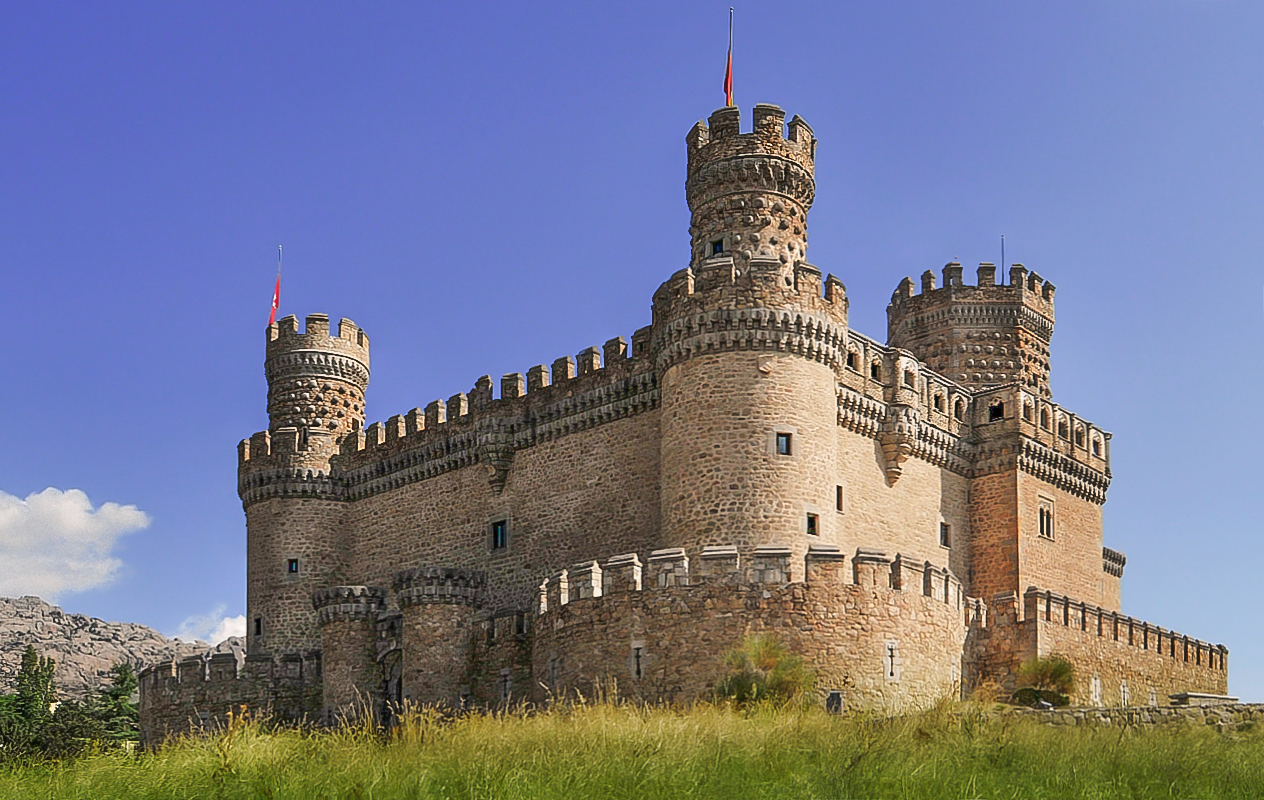
Castello di Manzanares, a Manzanares el Real, situato ai piedi della Pedriza.

Nel comune di Manzanares el Real si erge il castello di Manzanares, una fortezza medievale composta da varie torri cilindriche. Risale al XV secolo e passò nelle mani di differenti proprietari per vari secoli. Recentemente è stato restaurato e oggi presenta un aspetto formidabile ed è aperto al pubblico.
L'aspetto più emblematico di questo edificio è l'utilizzo della tecnica mudéjar che consiste nel collocare file orizzontali di mattoni che incorniciano pietre di granito, dando all'edificio una grande estensione però con ridotta profondità. Questo tipo di costruzione viene chiamata "a specchio". Questa doppia forma costruttiva dà all'edificio un'enfasi decorativa.
Il castello presenta pianta quadrata con torri circolari agli angoli. Tutto questo è completato da una terrazza con piombatoie e merli. Dispone anche di feritoie come elementi difensivi. Il castello è circondato da una muraglia o barriera difensiva decorata anch'essa con merli. La porta di accesso è inquadrata da due pilastri e un arco ribassato.
Degno di nota è il dongione che presenta forma esagonale ed è sormontata da una terrazza di piombatoie e merli. La decorazione delle torri è curiosa dato che è fatta sotto forma di palle, assomigliando alla decorazione mozaraba di chiara influenza musulmana. Questo dà all'edificio un aspetto molto vistoso.

## Utilizzazione umana

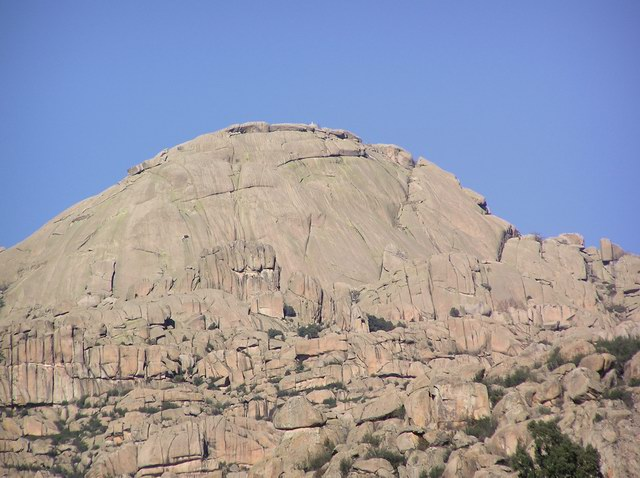
Parete sud dello Yelmo, la rupe più importante della Pedriza. Questa parete è molto frequentata da scalatori.

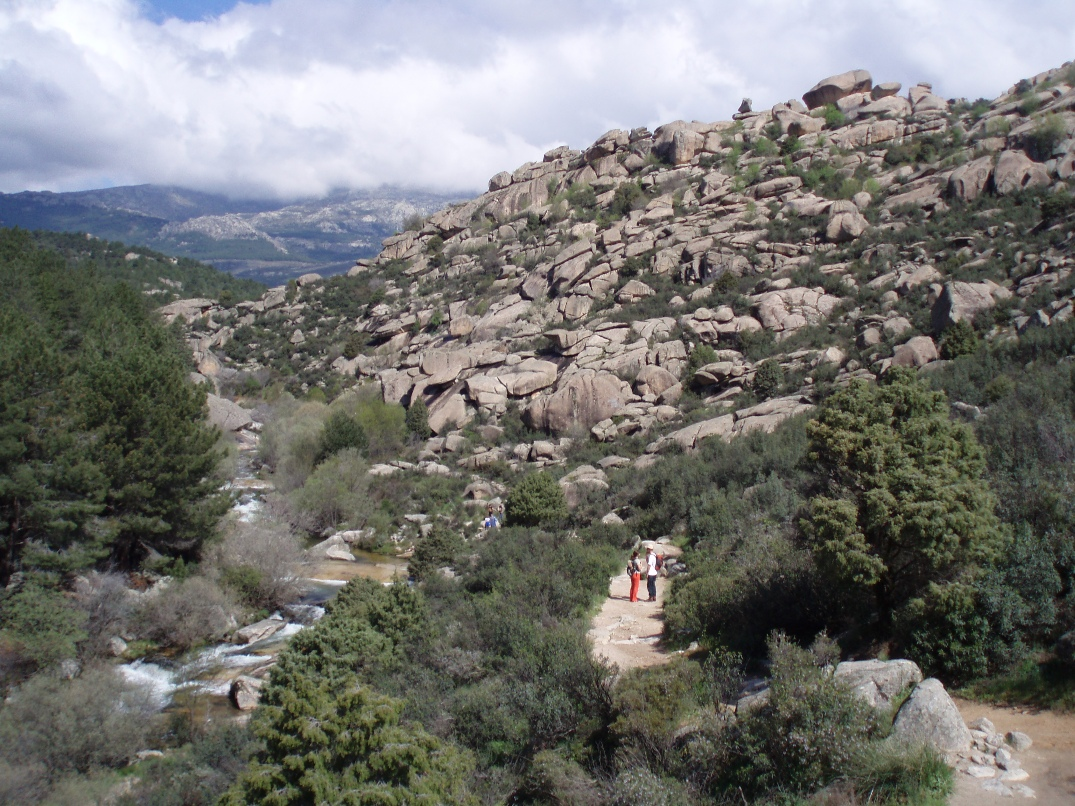
Sentiero nella zona bassa della Pedriza Anteriore.

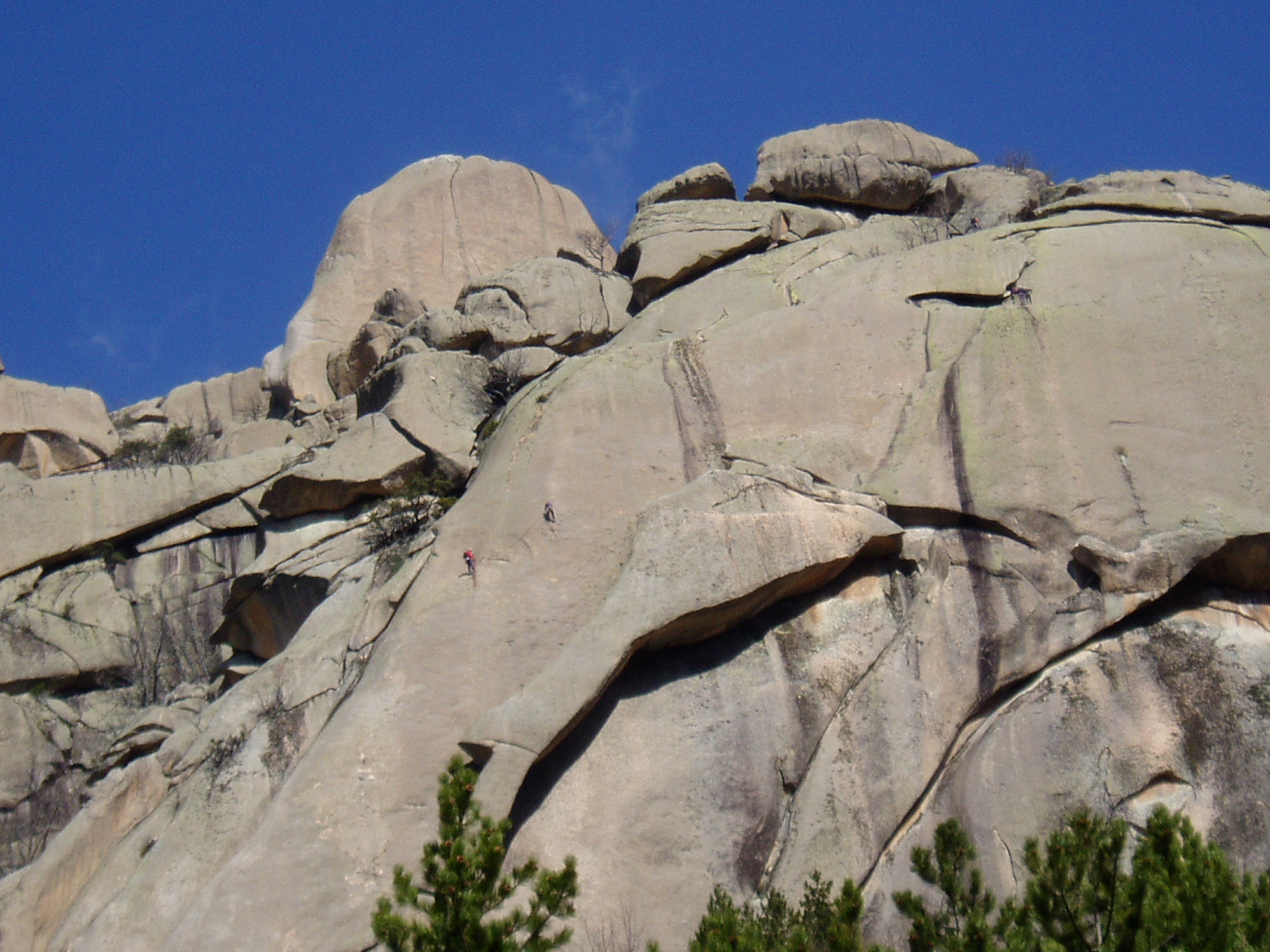
Scalatori nella Pedriza.

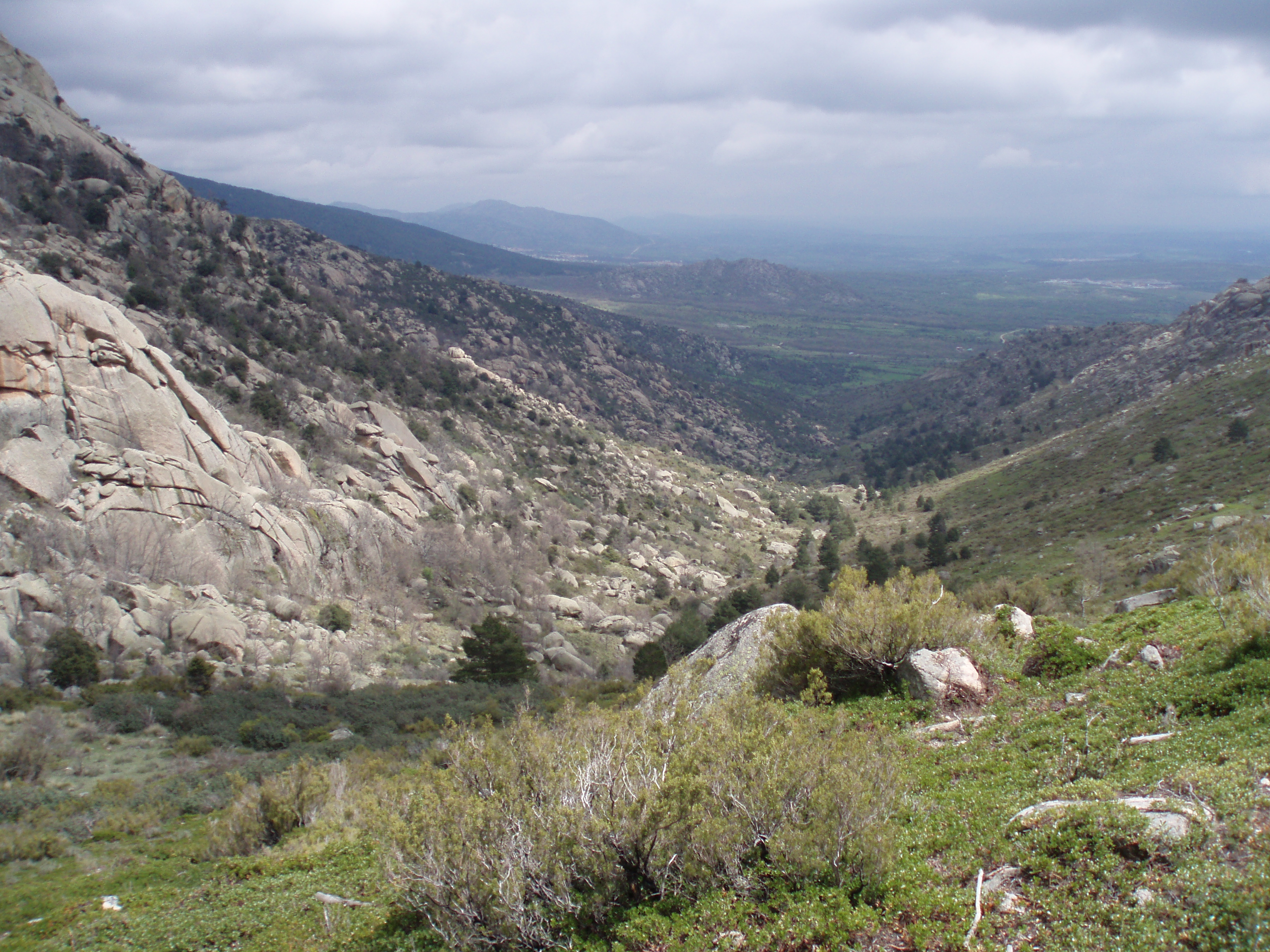
Valle situata a est del collado de la Dehesilla. Questa valle separa La Pedriza Anteriore dalla Posteriore.

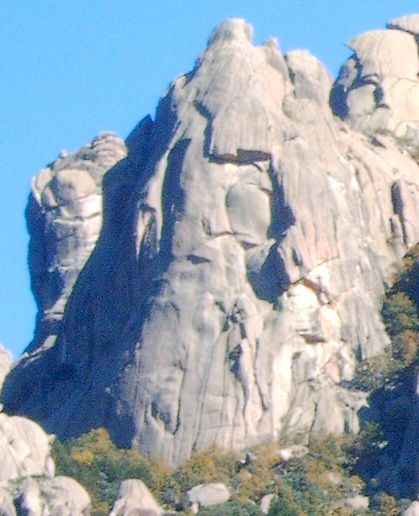
Risco El Pájaro, a est della Pedriza Posteriore. È una delle rupi più importanti per gli scalatori.

Come zona di montagna, lo sfruttamento agricolo è molto scarso e ridotto alle zone piane situate a sud della Pedriza e nelle vicinanze di Manzanares el Real. Lo sfruttamento forestale e l'allevamento, soprattutto bovino e ovino, è più sviluppato, anche se non tanto rispetto ad altre zone della Sierra de Guadarrama per via delle condizioni geografiche della Pedriza.
Lo sfruttamento delle cave è un'altra risorsa economica della Pedriza. Le cave più importanti si situano nella zona del Berrueco, dove risalta per dimensioni la Gran Cantera, attualmente inattiva. Situata nel versante sud della valle che scende dalla Dehesilla, è una grande breccia di 10 metri di larghezza, 15 metri di altezza e 1 km di lunghezza. Nei dintorni rimangono resti delle costruzioni che si utilizzarono per lo sfruttamento.
Dalla seconda metà del XX secolo, l'aumento di visite da parte di escursionisti, scalatori e turisti a questa zona ha propiziato un grande sviluppo del settore del turismo, provocando la comparsa di numerosi alberghi e ristoranti nelle vicinanze, soprattutto a Manzanares el Real.

### Arrampicata
L'arrampicata è lo sport principale della zona grazie all'enorme quantità di pareti scalabili che vi si trovano. Si calcola che ci sono circa 1.000 vie di arrampicata, di tutte le difficoltà. Molte di queste sono di pochi metri, però alcune raggiungono i 150 metri. Due delle rupi più frequentate dagli scalatori sono El Yelmo e il Risco El Pájaro. La peculiarità della roccia della Pedriza, con pareti lisce inclinate, poche asperità che fungano da appiglio e camini puliti, obbliga all'utilizzo di tecniche di assicurazione e progressione speciali. Questo fa sì che gli scalatori che non abbiano mai arrampicato nella Pedriza, pur essendo esperti in altri massicci, tengano difficoltà in molte vie.
La Pedriza è la prima scuola di arrampicata della Comunità di Madrid. Attualmente si praticano due tipi di arrampicata: la classica, che segue lo stile di ascensione degli anni 1970 e 1980, con vie lunghe, complesse e tratti in artificiale; la sportiva, uno stile quasi esclusivamente in arrampicata libera, che cerca la massima difficoltà in vie più corte e intense, a volte senza l'obiettivo di raggiungere la cima.
Le vie classiche, che in maggioranza si aprirono e attrezzarono tra il 1960 e il 1980, sono state restaurate e riattrezzate con i sistemi di sicurezza attuali (spit, parabole e chiodi) mantenendo il concetto di classiche. Alcuni tratti che in origine si scalavano in artificiale, attualmente, grazie ai "piedi di gatto" si scalano in libera o A0. Per quanto riguarda le vie sportive, essendo più moderne, nacquero ben attrezzate e in esse abbondano i punti di assicurazione, come è normale in questa modalità sportiva. L'equipaggiamento ed il mantenimento delle vie tradizionalmente è fatto dagli stessi scalatori, anche se oggi le istituzioni ufficiali stanno iniziando a implicarsi anch'esse.

### Escursionismo
L'affluenza di turisti, escursionisti e scalatori alla Pedriza è molto abbondante e generalmente massiccia nei fine settimana grazie alla vicinanza a Madrid (54 km) e al grande interesse paesaggistico e sportivo che presenta la zona. Manzanares el Real, un comune situato ai piedi della Pedriza, nel suo estremo sud, è il punto di partenza di numerosi sentieri che si addentrano nella zona, oltre ad essere un centro turistico in cui sono vari alberghi e ristoranti.
All'estremo sudovest della Pedriza si trova il Canto Cochino, una zona ubicata sulla riva del fiume Manzanarre, a circa 8 km da Manzanares el Real. Vi si trova un parcheggio per 250 veicoli e un ristorante. Questo luogo è un altro importante e frequentato punto di partenza per escursionisti e scalatori che si addentrano nella Pedriza. Vicino all'Arroyo de la Dehesilla, sul confine tra la Pedriza Anteriore e la Posteriore, si trova il rifugio Giner de los Ríos, l'unico della zona, che conta con 50 posti letto.
Vi sono dozzine di sentieri che passano per la Pedriza. Le ascensioni alle principali rupi sono molto frequentate dagli escursionisti e sono ben segnalate. La Pedriza è attraversata da vari sentieri di Pequeño Recorrido e dal GR 10 di Gran Recorrido. Nei giorni di calura sono molto popolari i bagni nelle pozze che si trovano in fiumi e torrenti della Pedriza, per esempio la Charca Verde o la Charca Kindelán.

## Cartografia
- Mapa y guía excursionista de La Pedriza 1:25.000, edito da editorial Alpina. ISBN 84-8090-160-8
- Mapa y guía de la Sierra de Guadarrama 1:50.000, edito da IGN.
- Mapa de La Pedriza 1:15.000, edito da La Tienda Verde.